# فهرست شهرهای استان قم
فهرست شهرهای استان قم برپایهٔ سرشماری سال‌های ۱۳۸۵، ۱۳۹۰ و ۱۳۹۵ خورشیدی:
| ردیف | نام شهر | شهرستان  | جمعیت (۱۳۸۵) | جمعیت (۱۳۹۰) | جمعیت (۱۳۹۵) | درجه شهرداری | رتبه در شهرستان |
| ---- | ------- | -------- | ------------ | ------------ | ------------ | ------------ | --------------- |
| ۱    | قم      | قم       | ۹۵۱٬۴۹۶      | ۱٬۰۳۶٬۰۷۴    | ۱٬۱۱۲٬۱۵۸    | ۱۱           | ۱               |
| ۲    | قنوات   | قم       | ۹٬۱۲۳        | ۹٬۸۶۲        | ۹٬۶۶۷        | ۴            | ۲               |
| ۳    | جعفریه  | جعفرآباد | ۶٬۶۳۵        | ۷٬۲۰۳        | ۷٬۷۸۳        | ۵            | ۱               |
| ۴    | کهک     | کهک      | ۲٬۷۶۶        | ۲٬۹۰۴        | ۲٬۸۳۷        | ۴            | ۱               |
| ۵    | دستجرد  | قم       | ۱٬۵۵۳        | ۱٬۵۴۱        | ۱٬۵۲۵        | ۳            | ۳               |
| ۶    | سلفچگان | قم       | ۷۰۷          | ۱۱۳۰         | ۱۳۹۰         | ۱            | ۴               |